# Ekonomia żetonowa
Ekonomia żetonowa – forma psychoterapii polegająca na stosowaniu wzmocnień w formie przyznawania pacjentowi żetonów za określone zachowania, które może potem wymienić na określone upominki czy jedzenie. Taka forma terapii jest często stosowana w szpitalach psychiatrycznych w celu nakłonienia pacjentów do określonych działań.